# Битва при Миссунде (1864)
Битва при Миссунде — одно из сражений в ходе Австро-прусско-датской войны, которое произошло 2 февраля 1864 года близ населённого пункта Миссунде между прусской армией и вооружёнными силами Дании.

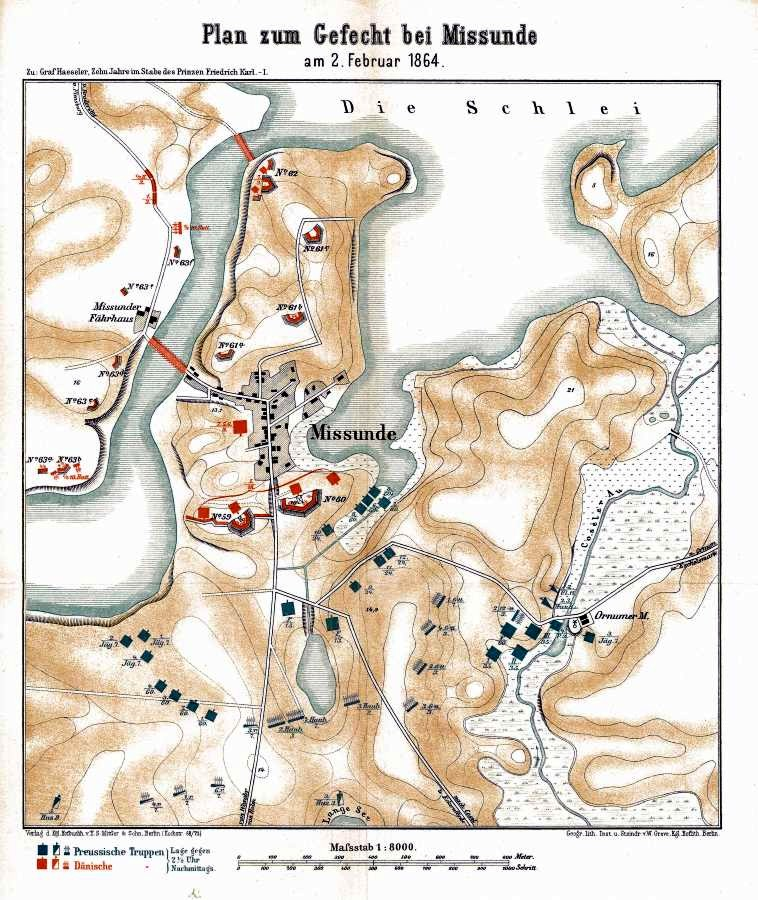
Театр военных действий

В конце января 1864 года союзная австро-прусская армия (около 8 тысяч солдат) вошла в пределы Голштинии. Главнокомандующий тридцати двух тысячной датской армии генерал-лейтенант Кристиан де Меза решил преградить наступление союзников на Данневеркской позиции, простирающейся на 70-80 километров от устья реки Айдер до бухты Шлей. Самым важным пунктом позиции было село Миссунде, где залив Шлей суживался приблизительно до 140 метров и где шла большая дорога из Экернферде в Фленсбург.
Село Миссунде было укреплено датчанами и укрепления обороняли около 2800 человек при поддержке 29 артиллерийских орудий. Главнокомандующий союзной армии прусский генерал-фельдмаршал барон Фридрих Генрих Эрнст фон Врангель решил, действуя демонстративно против всей позиции, главный удар направить на Миссунде, для чего был назначен I прусский корпус (26 тысяч человек и 96 орудий) принца Фридриха-Карла, который 1 февраля занял Экернферде и на следующий день решил атаковать Миссунде.
Утром 2 февраля в половине одиннадцатого авангард корпуса подошел к передовым укреплениям Миссунде, откуда датчане открыли сильный ружейный и артиллерийский огонь. Авангард пруссаков развернулся между деревней Орнум и Длинным озером, и между противниками завязалась перестрелка.

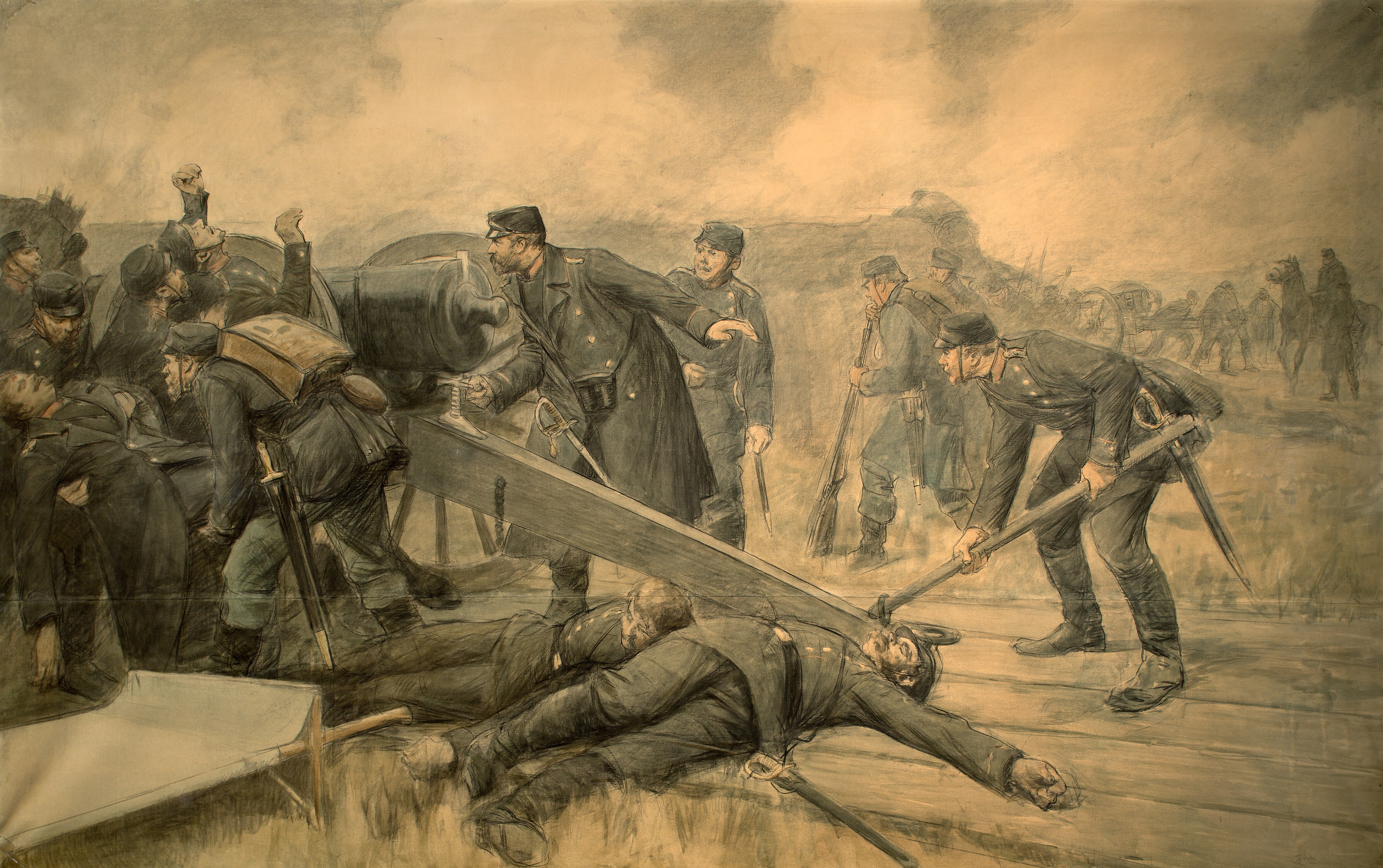
Сражение при Миссунде
(худ. Эрик Хеннингсен)

Принц Фридрих-Карл не решался штурмовать укреплённую позицию у Миссунде, не подготовив штурма пушечным огнём, и около 13 часов, выставив полукругом на 1000 шагов от позиции 64 орудия, начал бомбардировку Миссунде, но существенного результата не достиг; датчане отвечали из укреплений, и огонь их не ослабевал. Между тем, туман настолько сгустился, что продолжать стрельбу было бесцельно, и около половины четвёртого дня Фридрих-Карл прекратил огонь. Не имея достаточно достоверных сведений о силах датчан и думая, что у Миссунде нельзя будет пробиться, а придется искать другой пункт атаки, Фридрих-Карл стянул войска и расположился по линии Гольм — Энгельсмарк.
Таким образом, победителями сражения стали датчане, которые примерно вчетверо уступали врагу в численности; при примерно равных потерях датскому гарнизону удалось отстоять Миссунде, в то время как пруссаки поставленной задачи выполнить не смогли.
Согласно «Военной энциклопедии Сытина», потери 2 февраля у датчан составляли: 8 офицеров и 140 нижних чинов; у пруссаков — 12 офицеров и 186 нижних чинов.